# 石松佳
石松 佳（いしまつ けい、1984年 - ）とは、日本の詩人。大分県出身、福岡県在住。

## 受賞歴
- 2019年、第57回現代詩手帖賞を受賞。
- 2021年、『針葉樹林』で第26回中原中也賞の候補。
- 2021年、『針葉樹林』で第71回H氏賞の候補となる。
- 2021年、福岡市文化賞を受賞[2]。

## 作品リスト

### 詩集
- 『針葉樹林』思潮社、2020年12月